# Distrito de Santa Cruz de Flores
El distrito de Santa Cruz de Flores conocido como la capital del Vino y el buen Pisco. Dónde se encuentra ubicada la primera bandera del Pisco. es uno de los 16 que conforman la provincia de Cañete, ubicada en el departamento de Lima, en el Perú.
Dentro de la división eclesiástica de la Iglesia Católica del Perú, pertenece a la Prelatura de Yauyos

## Historia
De acuerdo a la tradición oral hecha por los antiguos pobladores, que rescatan las versiones del origen del nombre del distrito, se dice que entre los años de 1800 a 1830 aproximadamente; este lugar se fue poblando por personas naturales de la legendaria población Nuestra Señora de la Asunción de Chilca, pero estas tierras eran propiedad de los hacendados de Don Juan José Remuzgo, gran Hacendado de Linaje Español. El lugar fue tomando carácter de caserío; y con la llegada de nuevas familias se formó una comunidad, la cual luchó ante los propietarios y consiguió mediante la Escritura Pública del 12 de mayo de 1852 que dichas tierras pasaran a la comunidad.
Varios años después, entre los años 1850 a 1862, pasaron por estas tierras una Congregación de Sacerdotes Franciscanos y viendo este lugar muy acogedor, le dieron su apellido “FLORES”, y le pusieron como Patrón a la Santísima Cruz del 3 de mayo, y fue justamente así como se originó el nombre del distrito el cual conserva hasta la actualidad: Santa Cruz de Flores.

## Geografía
Ubicado a una hora al sur de la ciudad capital de Lima, abarca una superficie de 100,06 km² y es uno de los distritos cañetanos con mayores atractivos en sus paisajes, ambientes campestres y fértiles tierras productora de una diversidad de frutas. Un buen ejemplo es el caserío de San Vicente de Azpitía, llamado el "Balcón del cielo", pues desde allí se tiene una buena vista del valle de Mala, se caracteriza por su excepcional producción vitivinícola.

## División administrativa

### Centros poblados
- Urbanos
  - Santa Cruz de Flores, con 1 585 hab.
  - San Vicente de Azpitia, con 401 hab.
- Rurales
  - Nuevo San Andrés, con 257 hab.
  - Señor de Lurén
  - Las Viñas

## Autoridades

### Municipales
- 2023 - 2026[2]
  - Alcalde: Ing. Alexis Daniel Balcazar Huapaya, de Patria Joven.
  - Regidores:

  1. Kelly Isabelita Llapa Lescano (Patria Joven)
  2. Joe Manuel Trigueros Aburto (Patria Joven)
  3. Selia Garcia Reyes (Patria Joven)
  4. Jimmy Dante Arias Avalos (Patria Joven)
  5. María Julia Alfaro Julca (...)

Alcaldes anteriores
- 2015 - 2018:[3] Víctor Manuel Huapaya Huapaya, Partido Fuerza Popular (K).
- 2011 - 2014:[4] Pedro Dagoberto Riega Guerra, Movimiento Patria Joven (PJ).
- 2007 - 2010:[5] César Benito Cama Aparicio, Colectivo ciudadano Confianza Perú.
- 2003 - 2006: Pedro Dagoberto Riega Guerra, Partido Perú Posible.
- 1999 - 2002: Víctor Manuel Huapaya Huapaya, Movimiento independiente Todos por Cañete.
- 1996 - 1998: José Bernardo Conde Trigueros, Lista independiente n.º 11 Somos Cañete 95.
- 1993 - 1995: Víctor Manuel Huapaya Huapaya, Movimiento independiente de Reconstrucción Cañetano.
- 1990 - 1992: Víctor Manuel Huapaya Huapaya, Lista independiente n.º 3.
- 1987 - 1989: Gabriel Huapaya Chauca, Partido Aprista Peruano.
- 1984 - 1986: Gabriel Huapaya Chauca, Partido Aprista Peruano.
- 1981 - 1983: Máximo Jesús Caycho Huapaya, Partido Acción Popular.

### Policiales
- Comisaría de San Luis
  - Comisario: Mayor PNP  .[6]

## Educación

### Instituciones educativas
- IEP Jesús Divino Maestro 20194

## Festividades
- Enero:  6 Danza de las pallas en honor al "Diño Dios".
- Febrero: Primer sábado Festival del Pisco Sour.
- Marzo: 11 Fiesta patronal de San Vicente Martir de Azpitia.
- Marzo:  Último fin de semana Festival de la Vendimia.
- Abril: Primer domingo Bajada de las cruces del cerro patrón.
- Mayo:  Desde el 1 al 5 Fiesta Patronal de la Santísima Cruz del 3 de Mayo.
- Junio: 6 Festividad de la Santísima Cruz de Portachuelo.
- Junio: 21 Festividad de la Santísima Cruz de San Mateo Patrón de la Juventud.
- Junio: último domingo Festival del Tamal Florino.
- Julio: cuarto domingo Día nacional del Pisco.
- Julio: 27,28,29 y 30 Festividades por Fiestas Patrias.
- Agosto: 19 Virgen de Quito.
- Septiembre: Último fin de semana Concurso Regional del Vino y el Pisco.
- Octubre: 18 Señor de Los Milagros.
- Noviembre:  22 Santa Cecilia patrona de los músicos.
- Noviembre: 30 Aniversario de nuevo San Andrés.
- Diciembre:  27 Aniversario de la creación Política del  Distrito de Santa Cruz De Flores .

## Producción
Vinos y piscos
Productor de vinos y piscos elaborados artesanalmente. Santa Cruz de Flores es reconocida como la capital del buen vino y buen pisco.

## Turismo
En sus informes el geógrafo turístico D. Lopez Mazzotti describe se está desarrollando una gran oferta turística basada en la combinación de gastronomía y paisaje, sobre todo en la zona de Azpitia, esto se debe en parte a su cercanía a la capital pero que también, siendo una zona rural, ha mantenido su valle incólume, esto permite también zonas de campamento casi vírgenes en las cercanías al río. Su cercanía a las playas de Mala es otra de los atractivos. No hay que olvidar su extraordinaria oferta vitivinícola y de piscos de calidad.